# Clifton Parker
Edward John Clifton Parker (* 5. Februar 1905 in London-Forest Hill; † 2. September 1989 in Marlow, Buckinghamshire) war ein britischer Komponist und Filmkomponist.

## Leben
Der Sohn eines Bankkaufmanns begann sein Berufsleben im kaufmännischen Sektor. Schon als Teenager nahm er Privatunterricht in Musik und erhielt 1926 ein Diplom im Klavierspiel von Londons Royal Academy of Music. Parkers erste musikalische Profi-Tätigkeit war die eines Kopisten von Musikstücken bekannter Komponisten. 1936 erhielt Parker seine erste wichtige Anstellung als Arrangeur am städtischen Orchester von Folkestone, später wirkte er als Pianist in der Dartington Hall School. Bald wurde auch die BBC auf Parker aufmerksam und spielte seine Stücke.
Über Muir Mathieson knüpfte Clifton Parker in der Frühphase des Zweiten Weltkriegs Kontakt zum Film. Seit 1941 begann er zahlreiche Spiel- und kurze Dokumentarfilme musikalisch zu untermalen, anfänglich oftmals ohne Namensnennung. Die ersten anderthalb Jahrzehnte nach dem Krieg war Parker einer der gefragtesten Komponisten der britischen Filmindustrie. Parker-Partituren versorgten faktisch alle Kinogenres, vor allem Action- und Abenteuerstoffe, seltener Komödien. 1963 beendete Clifton Parker seine Filmtätigkeit aus Protest über die von den Musikverlagen verlangten und von ihm (und dem Kollegen William Alwyn) als viel zu hoch empfundenen Tantiemen.
Parker arbeitete auch für das Theater, für das er mehrere Musikstücke schrieb, sowie die Royal Academy of Dramatic Arts. Mit Aucassin and Nicolette komponierte er außerdem eine eigene Oper.

## Filmografie (Auswahl)
- 1942: It Started at Midnight (Dokumentarfilm)
- 1942: In Which We Serve
- 1943: Yellow Canary
- 1943: Schweik’s New Adventures
- 1944: Wunderbare Zeiten (This Happy Breed)
- 1944: Western Approaches (Dokumentarfilm)
- 1944: Johnny Frenchman
- 1945: Perfect Strangers
- 1946: Children on Trial (Dokumentarfilm)
- 1946: Piratenliebe (The Man Within)
- 1946: The Silver Darlings
- 1947: Unruhiges Blut (Blanche Fury)
- 1947: Kampf um Jimmy (When the Bough Breaks)
- 1947: The World Is Rich (Dokumentarfilm)
- 1948: Tochter der Finsternis (Daughter of Darkness)
- 1948: Der Mann ohne Gewissen (My Brother’s Keeper)
- 1948: Die blaue Lagune (The Blue Lagoon)
- 1949: Poet’s Pub
- 1949: Männer, Mädchen, Diamanten (Diamond City)
- 1950: Die Schatzinsel (Treasure Island)
- 1950: The Wooden Horse
- 1952: Robin Hood und seine tollkühnen Gesellen (The Story of Robin Hood and His Merrie Men)
- 1952: Ein Fressen für die Fische (The Gift Horse)
- 1953: Eine Prinzessin verliebt sich (The Sword and the Rose)
- 1953: Hölle unter Null (Hell Below Zero)
- 1954: Der Fall Teckmann (The Teckman Mystery)
- 1955: Eine Frau kommt an Bord (Passage Home)
- 1955: Engel des Alltags (The Feminine Touch)
- 1956: Am Rande der Unterwelt (The Secret Place)
- 1957: Tarzan und die verschollene Safari (Tarzan and the Lost Safari)
- 1957: Gefährliches Erbe (Campbell’s Kingdom)
- 1957: Das Geburtstagsgeschenk (The Birthday Present)
- 1957: Der Fluch des Dämonen (Night of the Demon)
- 1958: Die Pranke des Tiges (Harry Black and the Tiger)
- 1958: Die schwarzen Teufel von El Alamein (Sea of Sand)
- 1958: Virgin Island
- 1959: Die 39 Stufen (The 39 Steps)
- 1959: Das Haus der sieben Falken (The House of the Seven Hawks)
- 1959: Die letzte Fahrt der Bismarck (Sink the Bismarck!)
- 1960: Snowball
- 1960: Circle of Deception
- 1960: Ein Toter spielt Klavier (Taste of Fear)
- 1960: Das Geheimnis von Monte Christo (The Treasure of Monte Cristo)
- 1961: Rebellion (H.M.S. Defiant)
- 1962: U-153 antwortet nicht (Decoy)
- 1963: Polizeispitzel X 2 (The Informers)
- 1966: The Great Highway (Kurzdokumentarfilm)